# Fraïe
 (avril 2013).
Si vous disposez d'ouvrages ou d'articles de référence ou si vous connaissez des sites web de qualité traitant du thème abordé ici, merci de compléter l'article en donnant les références utiles à sa vérifiabilité et en les liant à la section « Notes et références ».
Une fraïe est une pelle-bêche étroite et profilée que l'on trouve uniquement dans la région des marais de Monts en Vendée, France.

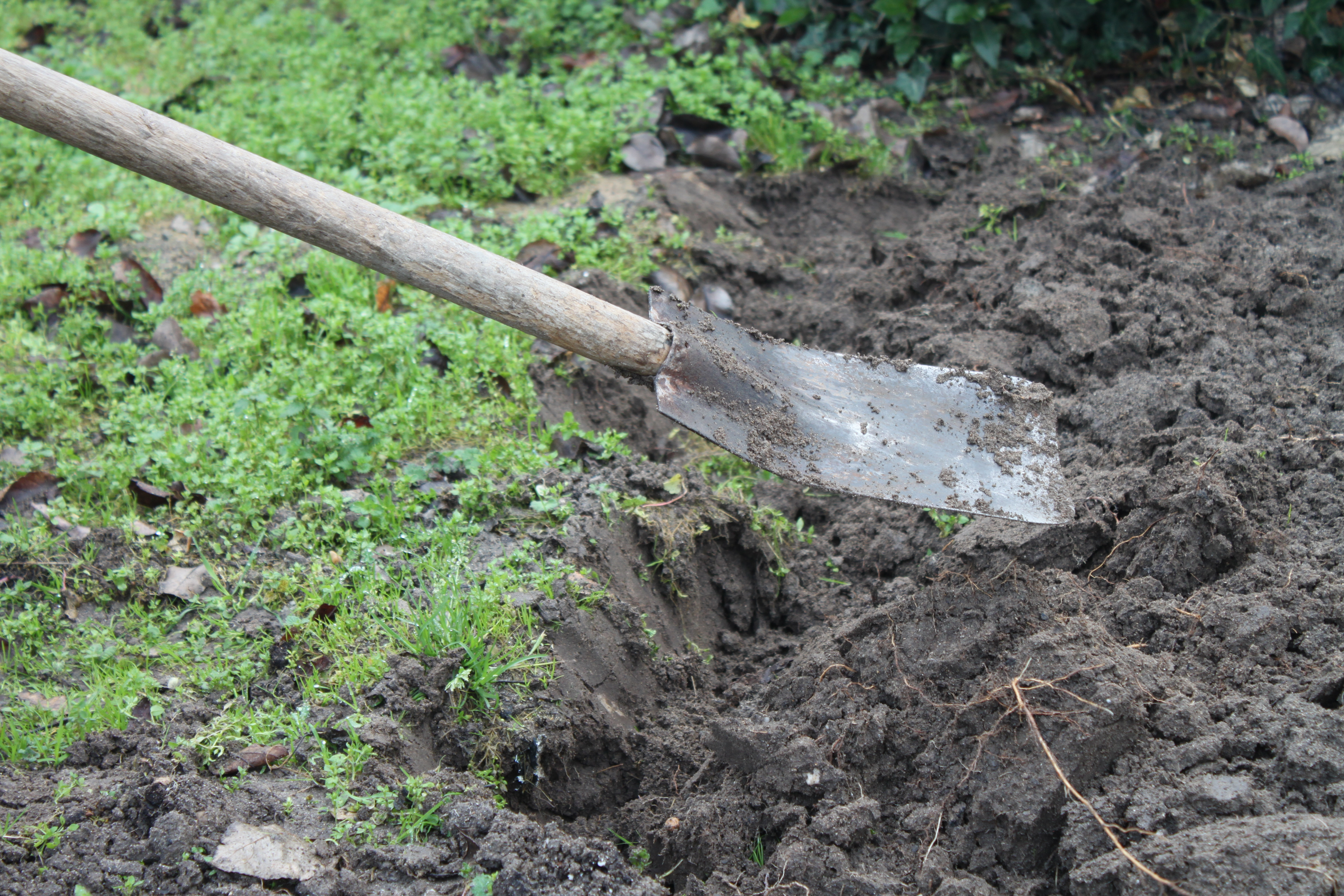
une fraïe

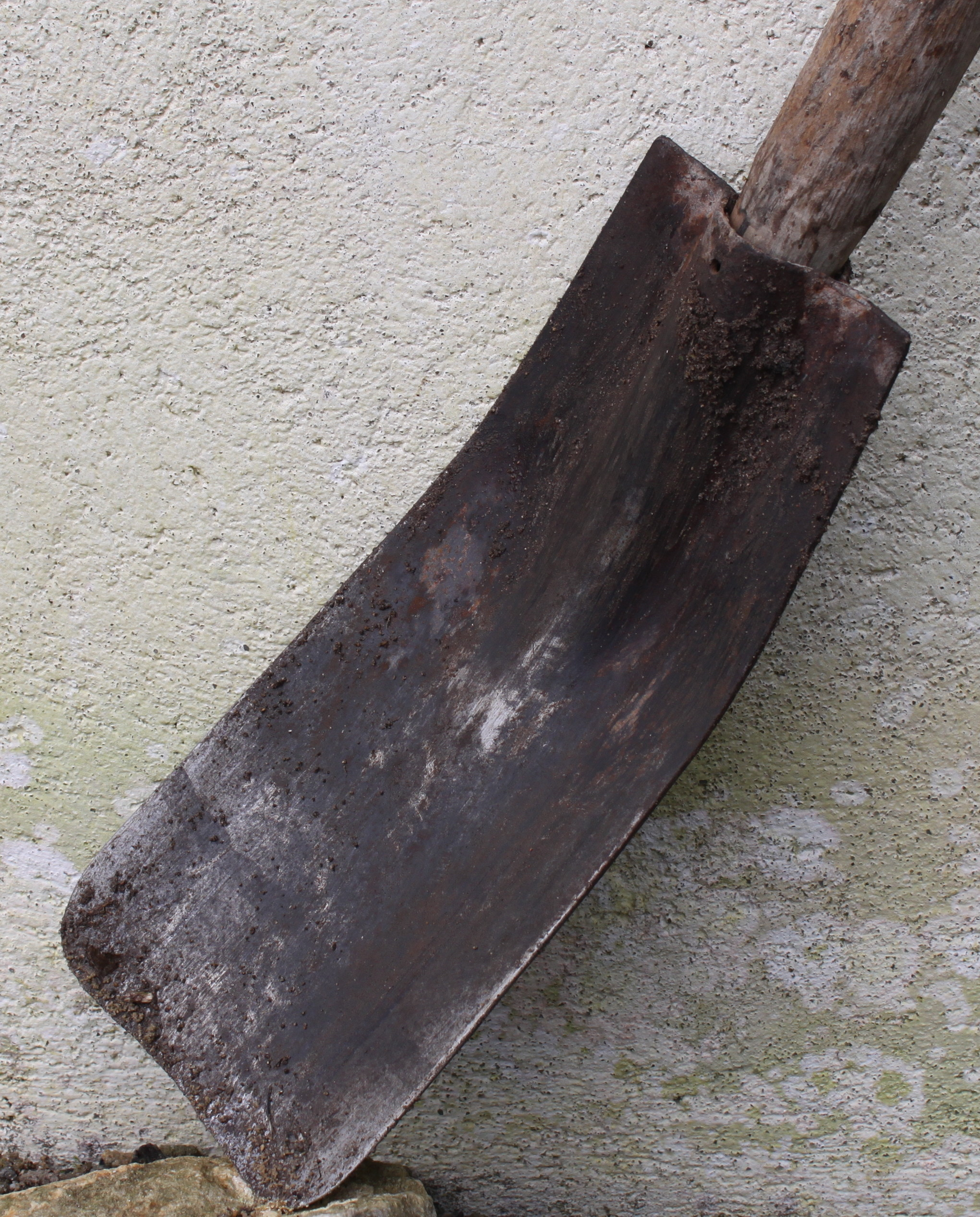
une fraïe en gros plan